# 847년

## 연호
- 당(唐) 회창(會昌) 7년 / 대중(大中) 원년
- 일본(日本) 조와(承和) 14년

## 기년
- 당(唐) 선종(宣宗) 원년
- 신라(新羅) 문성왕(文聖王) 9년
- 발해(渤海) 대이진(大彝震) 18년